# 南城一夫
南城 一夫（なんじょう かずお、1900年 - 1986年2月25日）は、日本の画家。西洋的な香りのする作風で、中流階級にも親しまれた。群馬県前橋市出身。
主な作品に「鯛の静物」などがある

## 経歴
- 旧制前橋中学（現・群馬県立前橋高等学校）を卒業後、岡田三郎助主宰の本郷絵画研究所入所
- 1920年 東京美術学校（現・東京芸術大学）西洋画科入学
- 1924年 フランス留学（1937年まで）。
- 1939年 春陽会に出品
- 1940年 春陽会会友となる
- 1966年 銀座・兜屋画廊で個展開催
- 1977年 銀座・松坂屋で回顧展開催
- 1981年 群馬県立近代美術館で「南城一夫展」開催